# FAM174A
FAM174A (англ. Family with sequence similarity 174 member A) – білок, який кодується однойменним геном, розташованим у людей на 5-й хромосомі. Довжина поліпептидного ланцюга білка становить 190 амінокислот, а молекулярна маса — 19 954.
| 10         |  | 20         |  | 30         |  | 40         |  | 50         |
| ---------- |  | ---------- |  | ---------- |  | ---------- |  | ---------- |
| MKASQCCCCL |  | SHLLASVLLL |  | LLLPELSGPL |  | AVLLQAAEAA |  | PGLGPPDPRP |
| RTLPPLPPGP |  | TPAQQPGRGL |  | AEAAGPRGSE |  | GGNGSNPVAG |  | LETDDHGGKA |
| GEGSVGGGLA |  | VSPNPGDKPM |  | TQRALTVLMV |  | VSGAVLVYFV |  | VRTVRMRRRN |
| RKTRRYGVLD |  | TNIENMELTP |  | LEQDDEDDDN |  | TLFDANHPRR |  |            |

A: Аланін

C: Цистеїн

D: Аспарагінова кислота

E: Глутамінова кислота

F: Фенілаланін

G: Гліцин

H: Гістидин

I: Ізолейцин

K: Лізин

L: Лейцин

M: Метіонін

N: Аспарагін

P: Пролін

Q: Глутамін

R: Аргінін

S: Серин

T: Треонін

V: Валін

Локалізований у мембрані.